# Ярилов зной
Ярилов зной — российская музыкальная фолк-группа, существующая с 2012 года, основной репертуар которой составляют авторские песни, стилизованные под русский казачий фольклор и былины, исполняющиеся в эстрадной манере. В 2013 году группа стала финалистом телеконкурса «Фактор А» на телеканале «Россия 1», в 2015 году выиграла конкурс «Новая звезда» на телеканале «Звезда». Группа является лауреатом премии имени генералиссимуса А. В. Суворова «За вклад в патриотические традиции Отечества». 
Название группы «Ярилов зной» («Ярило» — праздник солнца и весеннего плодородия) было придумано музыкантом Сергеем Долговым, который на тот момент проживал в городе Россошь, позже в эту группу лидером коллектива Русланом Городковым был приглашён Александр Щербаков — петь и играть на баяне. Долгова к тому времени в составе группы уже не было. В 2012 году ведущими солистами группы стали певцы Государственного академического русского народного хора имени М. Е. Пятницкого Александр Щербаков и Алексей Петрухин. В репертуаре группы, специализирующейся на русской казачьей этно-музыке в эстрадном звучании, — собственные и авторские песни, военно-патриотические песни, русские народные песни, баллады. В составе группы только мужчины. Гастроли и концерты группы «Ярилов зной» проходили в Москве и многих городах России, звучат на радиостанциях. Группа сотрудничает с поэтом Константином Арсеневым и музыкальным издательством «Рэй Рекордс».
Основатель и бессменный лидер группы, певец, баянист, автор песен Александр Щербаков родился 13 ноября 1981 года в селе Ольхов Лог Каменского района Воронежской области. Получил деревенское воспитание. С 8 лет играет на гармони.  Три года работал монтёром пути на железной дороге в Подмосковье, где и начал выступать с песнями, создал на путевой машинной станции № 58 эстрадный коллектив. После окончания Воронежского областного училища культуры получил профессию «дирижёр оркестра русских народных инструментов». 6 лет пел в Государственном академическом русском народном хоре имени М.Е. Пятницкого. Окончил Московский государственный институт культуры (МГИК) по специальности «режиссёр массовых представлений». Выступая в Хоре Пятницкого, в конце 2000-х годов начал заниматься собственным проектом «Ярилов зной». Ведёт также сольную карьеру, в 2021 году участник 3-го сезона музыкального шоу-конкурса «Ну-ка, все вместе!» на телеканале «Россия 1». Живёт в Ногинске Московской области, исповедует православное христианство, женат на Евгении — выпускнице Православного Свято-Тихоновского гуманитарного университета, в семье пятеро детей — четыре дочери и сын.